# Barrlöss
Barrlöss, även kallade barrbladlöss (Adelgidae), är en familj växtlöss omfattande omkring 50 arter, av vilka 11 förekommer i Sverige.
Barrlössen är små och vaxbeklädda, saknar sifoner och har korta antenner. Alla arterna lever på barrträd, och stammödrarna orsaker kott- eller annanaslika gallbildningar på årsskotten, i vilka den andra bladlusgenerationen utvecklas.